# Marija Alëchina
Marija Vladimirovna Alëchina (in russo Мария Владимировна Алёхина?, traslitterazione anglosassone Maria Alyokhina; Mosca, 6 giugno 1988) è una cantante e attivista russa naturalizzata islandese, membro del gruppo punk femminista Pussy Riot.
Fondatrice (insieme a Nadežda Tolokonnikova) dell'organizzazione per la tutela dei diritti dei prigionieri Zona Prava e dell'agenzia di informazione su Internet Mediazona, è inoltre ex membro del gruppo Vojna.
La Alëchina ha ottenuto la fama mondiale a causa di un procedimento penale per aver inscenato una sorta di "preghiera punk" intitolata Holy Sh*T (o Madre di Dio, caccia via Putin!) il 21 febbraio 2012, nella Cattedrale di Cristo Salvatore. Per la sua partecipazione a quest'azione di protesta è stata arrestata e condannata ad una pena detentiva di 2 anni con l’accusa di "teppismo e istigazione all'odio religioso".
Amnesty International, a causa della "gravità della reazione del governo russo", l'ha definita prigioniero di coscienza. Infatti, ha trascorso 1 anno e 9 mesi nella colonia penale. Dopo essere stata rilasciata, Alëchina si è dedicata all'attività per i diritti umani. È fuggita dalla Russia nel 2022 in quanto ricercata per aver protestato contro l'invasione russa dell'Ucraina e l'arresto di Aleksej Naval'nyj.

## Biografia

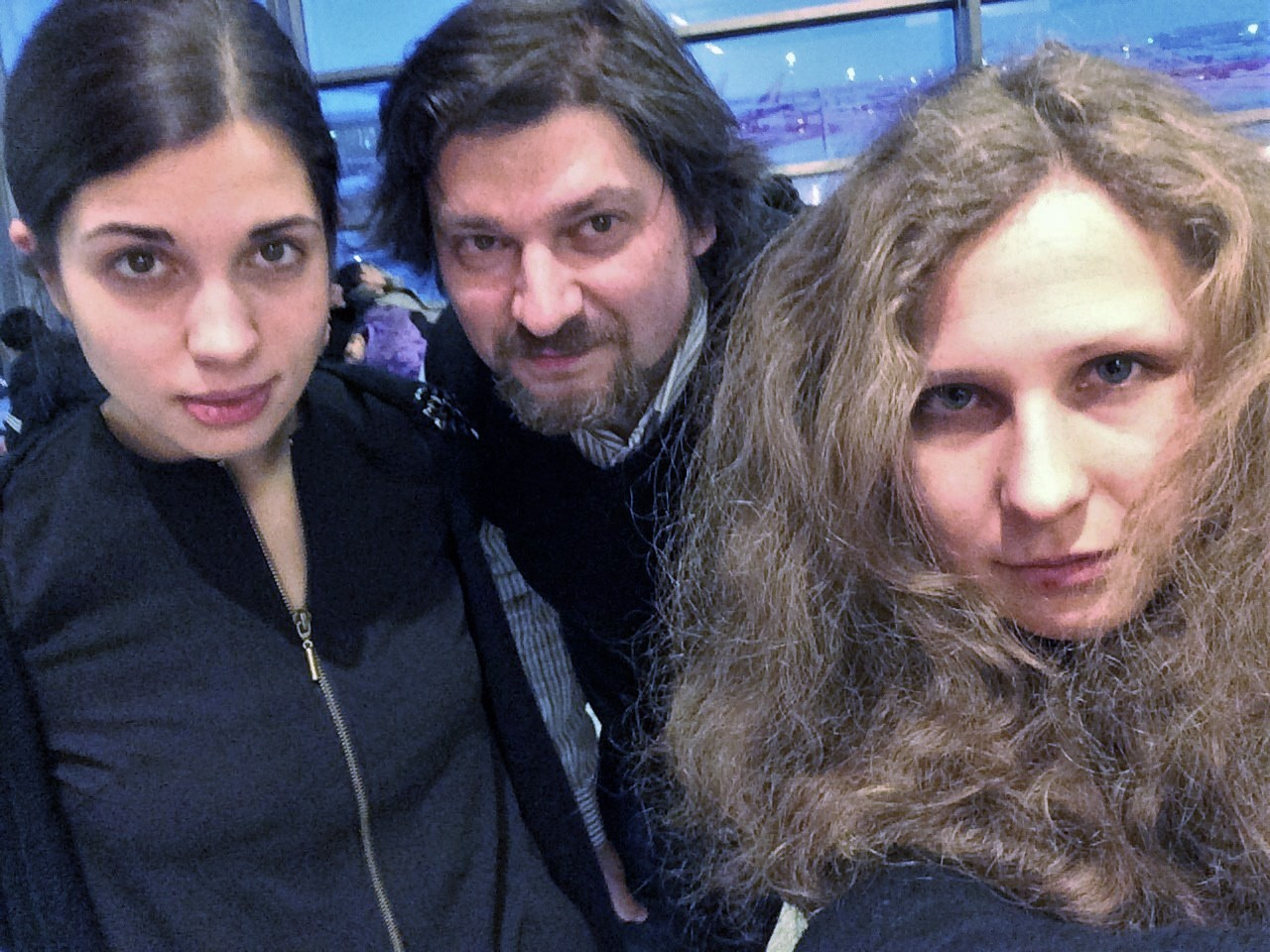
Marija Alëchina con Nadežda Tolokonnikova e Danila Galperovich

Nata il 6 giugno 1988 a Mosca, Marija è stata cresciuta da sua madre ed ha visto per la prima volta suo padre, docente di matematica, all'età di 21 anni.
Dal dicembre 2008, Alëchina ha avuto esperienze di attivismo ambientalista con Greenpeace Russia per salvare la riserva Bol'šoj Utriš, negli anni 2009-2010 per la protezione del lago Bajkal e della foresta di Chimki. È stata una volontaria attiva sia del movimento giovanile russo Danilovcy, incentrato sull'aiuto di bambini e adulti e sia all'ospedale psichiatrico per bambini a Mosca.
Marija Alëchina è anche una poetessa ed ha partecipato ai corsi di letteratura di Dmitrij Vedenjapin e Andrej Kubrick. Al momento dell'arresto era una studentessa del quarto anno dell'Istituto di giornalismo e di scrittura creativa a Mosca.

### Vita personale
È vegana, cosa che le ha provocato problemi di denutrizione durante la detenzione. Alyokhina ha un figlio di nome Filip, nato nel 2008 dall'unione con il compagno Nikita Demidov.
Nel 2012 Alyokhina ha dichiarato di considerarsi cristiana, ma critica la Chiesa ortodossa russa per la dura risposta all'esibizione delle Pussy Riot alla Cattedrale di Cristo Salvatore.

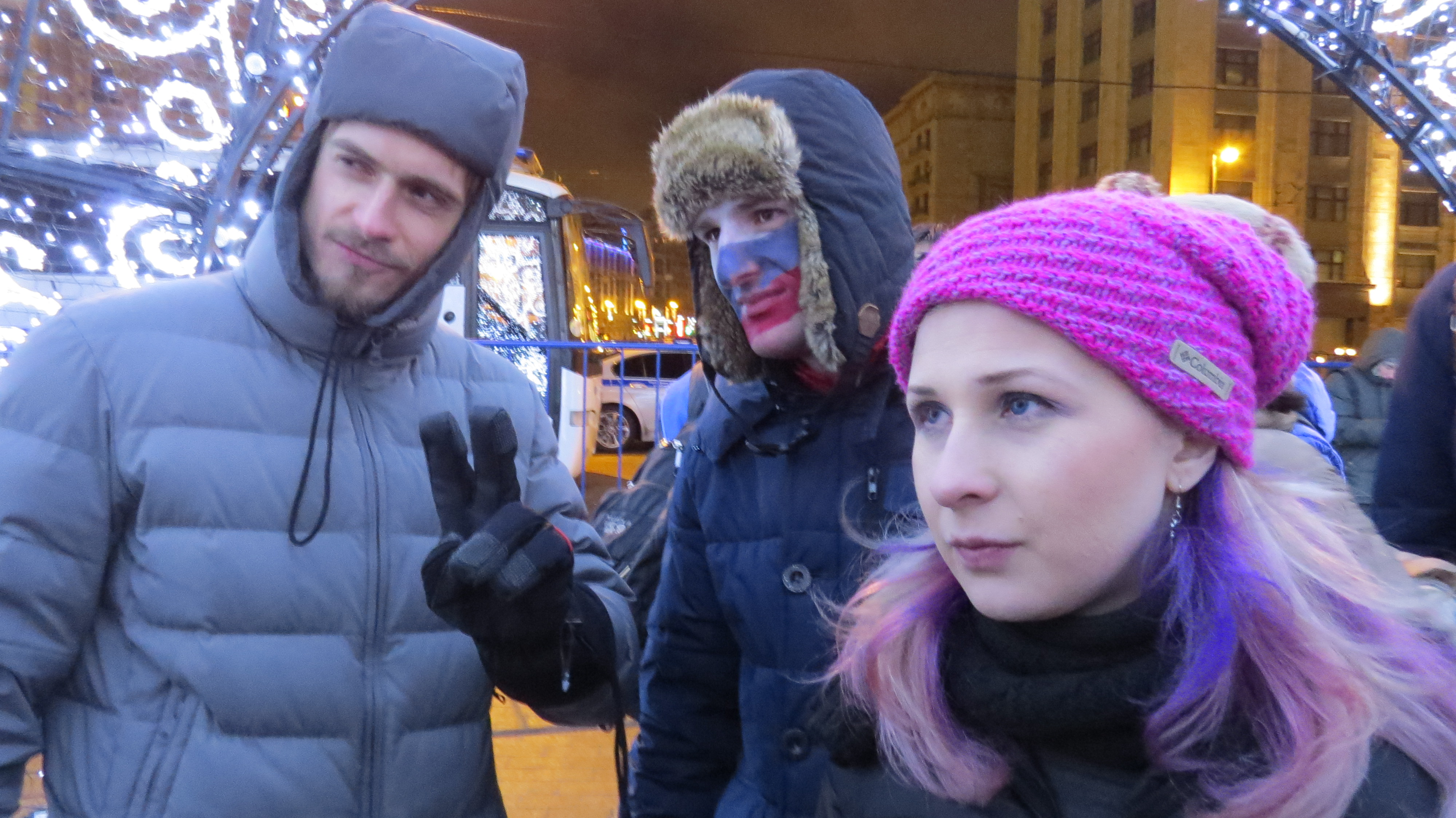
Marija Alëchina, in primo piano, protesta a Mosca contro l'arresto di Alexei Navalny nel dicembre 2014

Pur dichiaratamente di sinistra e in seguito sostenitrice, come Nadezhda Tolokonnikova, del partito liberale-europeista anti-putinista Russia del Futuro di Aleksej Naval'nyj, per diversi anni, almeno fino all'ottobre 2017, ha avuto una relazione con l'attivista di estrema destra Dmitry Enteo.
Marija Alëchina è bisessuale e, almeno dall'inizio del 2021, ha una relazione con un'altra membro delle Pussy Riot, Lucy Shtein.
In prigione ha letto la biografia del dissidente sovietico-russo Vladimir Bukovsky, affermando assieme a Tolokonnikova che era divenuto la loro "bussola morale".

### Il caso Pussy Riot ed il procedimento penale

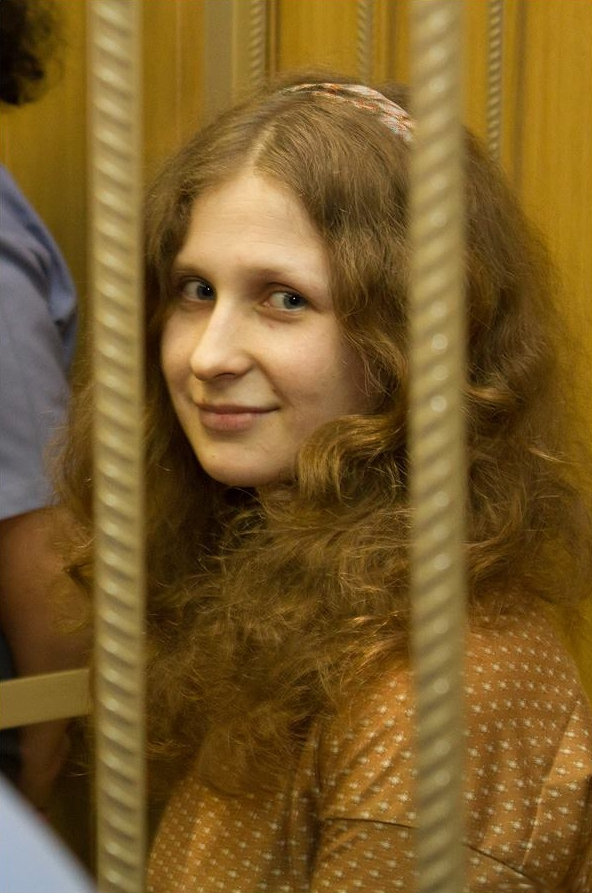
Marija Alëchina al processo

Il 21 febbraio 2012 nella cattedrale di Cristo Salvatore Alëchina, Nadežda Tolokonnikova, Ekaterina Samucevič ed altre due partecipanti anonime del gruppo Pussy Riot hanno tentato di eseguire una canzone denominata dal gruppo "Preghiera punk" "Madre di Dio, manda via Putin!". Le riprese dell'esibizione sono state poi usate per creare un videoclip della performance su YouTube. Contro di loro è stato avviato un procedimento penale con l'accusa di vandalismo, nell'agosto dello stesso anno Alëchina e Tolokonnikova sono state condannate a due anni in una colonia penale per il reato di teppismo aggravato da odio religioso. Samucevič ha ottenuto la sospensione condizionale.
Nella sua ultima dichiarazione riguardo al caso Pussy Riot, Alëchina ha detto:

«Per me questo processo ha solo lo status di un "cosiddetto" processo. Io non ho paura di voi. Non ho paura delle bugie e della finzione, della frode sottilmente camuffata nel verdetto di questo cosiddetto tribunale. Perché voi potete privarmi solamente della mia libertà. E questo è esattamente ciò che succede ora in Russia. Ma nessuno può togliermi la mia libertà interiore.»

Tutte e tre sono state sottoposte a valutazione psichiatrica definita da critici "politica", che le ha definite capaci di intendere ma affette da disturbo di personalità per cui avrebbero dovuto essere "isolate dalla società". Alëchina è stata inviata in una colonia sui Monti Urali a 3500 km da Mosca, a Berezniki (territorio di Perm'), nonostante avesse chiesto il permesso di poter scontare la pena nel centro di detenzione preventiva nella capitale vicino ai propri figli, tenendo precedentemente con le altre due accusate uno sciopero della fame. Come Nadezhda Tolokonnikova ha denunciato la disumanizzazione delle prigioni russe e lo sfruttamento del lavoro forzato dei prigionieri per 16 ore al giorno al posto delle 8 regolari, da lei definito "sistema schiavistico" ereditato dai gulag, ottenendo alcuni miglioramenti e il licenziamento di otto guardie, ma passando 5 mesi in isolamento per punizione a cause delle sue denunce e proteste. Alëchina venne ostracizzata anche dalle altre detenute per la sua mancata collaborazione, e le venne negata la libertà vigilata. In analogia con la compagna Tolokonnikova, imprigionata in Mordovia, intraprese un nuovo sciopero della fame, ottennendo il trasferimento a Nižnij Novgorod, dove lavorò come volontaria nella biblioteca carceraria.
Nel dicembre 2012 Alëchina, come parte dei membri condannati del gruppo Pussy Riot, è entrata nella lista delle persone più di successo dell'anno secondo il portale di notizie americano Business Insider, dove il gruppo si è classificato al 15º posto su 20.
Il 23 dicembre 2013 Marija Alëchina, così come Nadya Tolokonnikova, venne rilasciata due mesi prima della scadenza del periodo iniziale di reclusione (marzo 2014), grazie ad un'amnistia.
Alëchina e Tolokonnikova hanno affermato che intendono impegnarsi nella protezione dei diritti dei prigionieri. Dopo la loro liberazione, si sono incontrate per la prima volta a Krasnojarsk per discutere del progetto congiunto sui diritti umani Zona Prava (che ha avuto anche il sostegno di Aleksej Naval'nyj), la cui essenza è stata poi raccontata in una conferenza stampa speciale a Mosca.

### La fuga dalla Russia

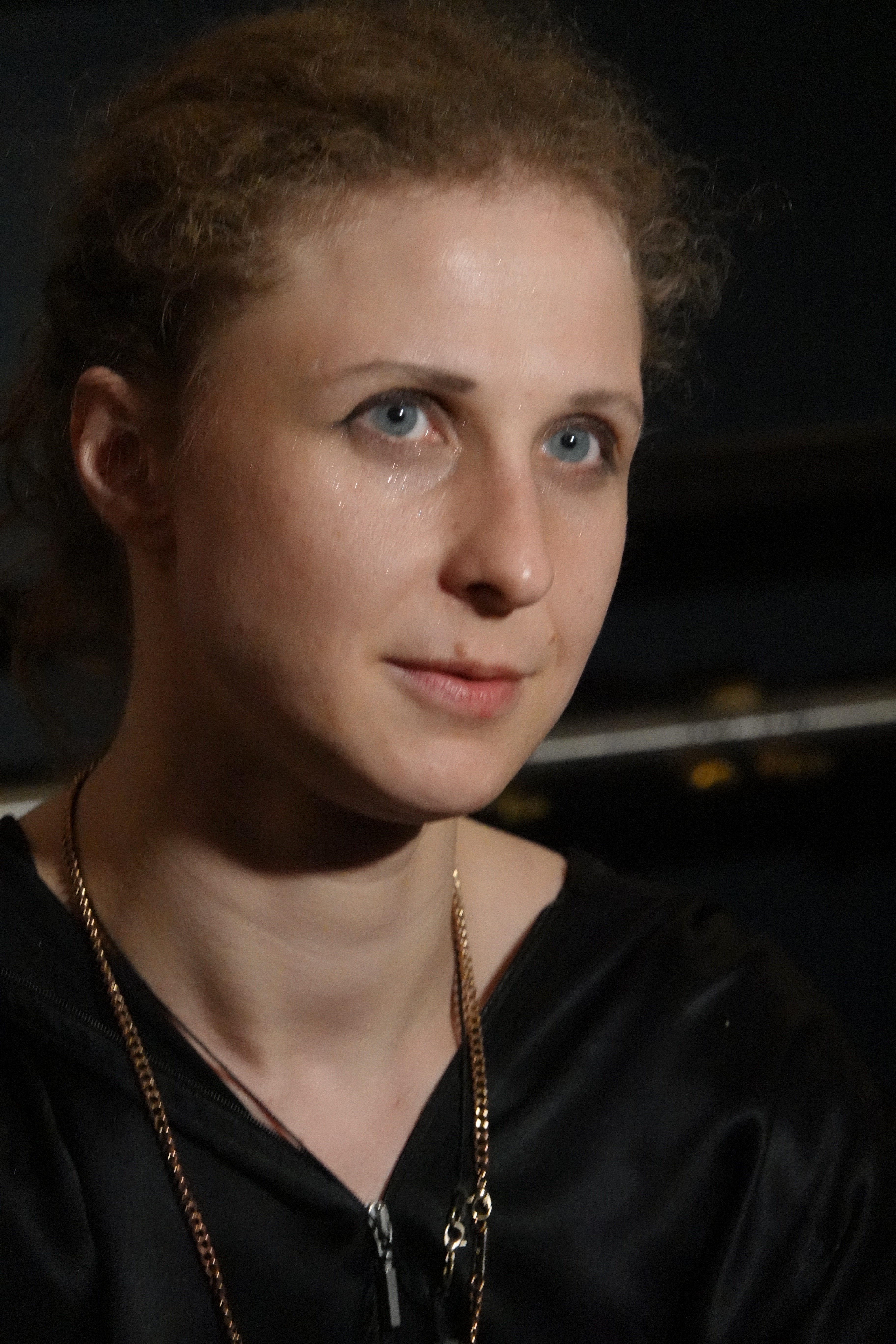
Marija Alëchina nel 2022

Già nel febbraio 2014, Alëchina e Tolokonnikova furono brevemente riarrestate a Sochi in occasione dei giochi olimpici, dopo essere state aggredite da dei cosacchi, mentre a marzo subirono un aggressione anche con della vernice e una sostanza acida da parte di nazionalisti; Alëchina riportò una commozione cerebrale. . Nel 2021 fu arrestata nuovamente a Mosca per 48 ore per aver partecipato alle proteste contro l'arresto di Aleksej Naval'nyj.

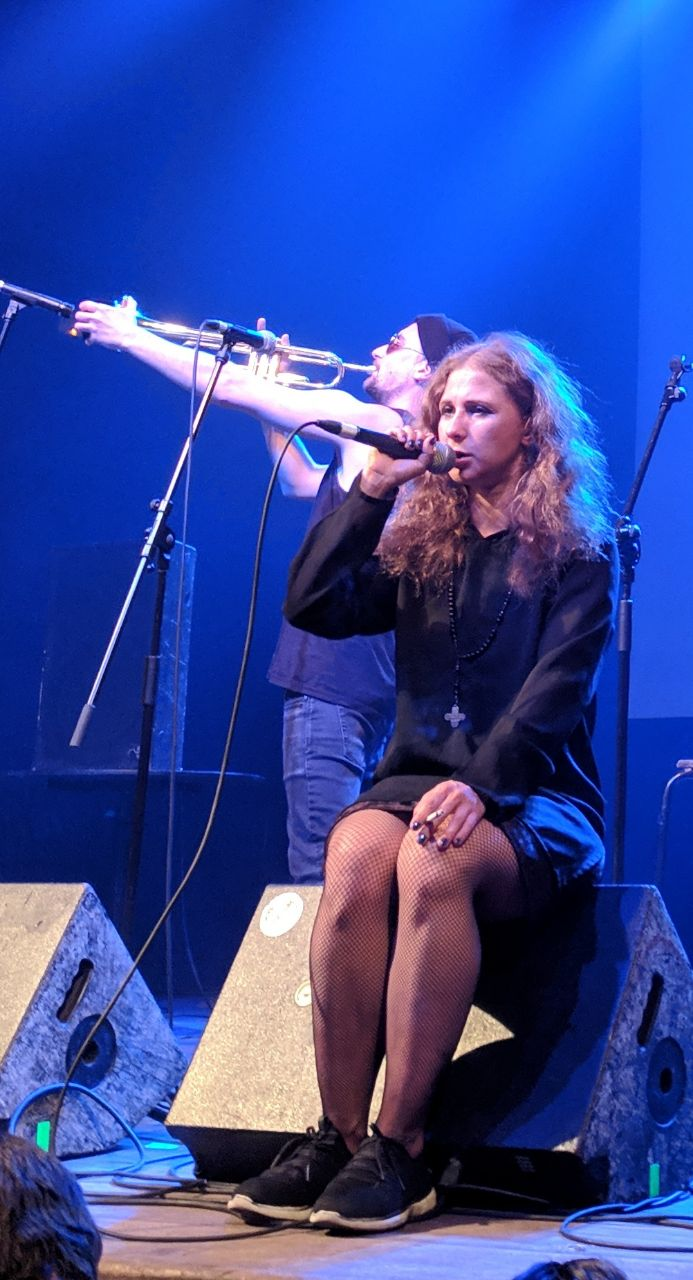
Alëchina nel 2019 durante lo spettacolo Riot Days

Alla fine di aprile 2022 un tribunale di Mosca ha ordinato la carcerazione della Alyokhina per avere violato i termini della libertà vigilata a cui era stata condannata nel settembre del 2021 partecipando a proteste contro l'invasione russa dell'Ucraina, in seguito a una condanna di detenzione a 1 mese complessivo nel marzo 2022 per "disobbedienza a ordini della polizia". Si è presentata in tribunale con un nastro verde al braccio, un simbolo di coloro che si oppongono alla guerra in Ucraina, contrapposto al nastro di San Giorgio.
Messa agli arresti domiciliari, in seguito al nuovo ordine di detenzione, è fuggita di casa. Da quel momento diventa ufficialmente latitante ed etichettata come "agente straniero", e dopo essersi nascosta per un mese a casa di un'amica a Mosca, è riuscita a scappare dalla Russia e a raggiungere la Lituania travestita da rider.
A Vilnius ha ritrovato la compagna Lucy Shtein (anche lei ricercata dopo una condanna in contumacia a 6 anni di per "fake news militari" in seguito a un post contro la guerra) che aveva lasciato la Russia un mese prima e, grazie all'aiuto dell'amico Ragnar Kjartansson, è riuscita a raggiungere l'Islanda dove si è rifugiata e ha organizzato alcuni show.
Grazie a questa sopraggiunta libertà, riesce a portare in un tour europeo lo spettacolo tratto da Riot Days il suo libro pubblicato nel 2017. Lo show, marchiato come prodotto del collettivo Pussy Riot, è stato prodotto da Alexander Cheparukhin e diretto da Yury Muravitsky, uno dei principali registi teatrali russi.
In risposta alla richiesta russa di estradizione per le due rifugiate politiche, nel 2023 il governo di Reykjavik ha concesso per decreto parlamentare la cittadinanza islandese ad Alëchina e Shtein.

## Filmografia
- «House of Cards - Gli intrighi del potere» (3 stagione) — cameo

## Pubblicazioni
- Riot Days (Metropolitan Books, 2017)